# Meditacions
Meditacions (en grec: Τὰ εἰς ἑαυτόν, Ta eis heauton, literalment 'pensament adreçat a mi') és el títol d'un recull d'escrits de l'emperador romà Marc Aureli (121-180 dC) en què descriu reflexions personals. Els seus escrits tenen la forma de diverses sentències amb reflexions filosòfiques que van des d'una simple frase fins a paràgrafs llargs. En català ha estat traduït per Joan Alberich i Mariné i publicat el 2008 per l'editorial Llibres de l'Índex.

## Context
El pensament de Marc Aureli s'emmarca dins de la filosofia estoica i se centra a evitar les emocions, ja que segons ell és l'única manera que els altres et puguin fer mal. La raó ha de permetre viure en harmonia amb l'ordre o logos, i elevar-se per sobre de les percepcions de "bé" i "mal".
Les Meditacions, escrites en grec koiné, van ser redactades per Marc Aureli com a apunts personals per a la seva reflexió i per aclarir els seus pensaments. Es desconeix si tenia intenció que els seus escrits fossin publicats.

## Temàtica
El contingut dels llibres del II al XII (és a dir, tots menys el I) consisteix en meditacions sobre la condició humana, la vida, la mort, l'univers, la creació, la mortalitat, la fortuna, o els valors en els que els humans s'han d'inspirar. El seu caràcter estoic li fa remarcar la superficialitat de les relacions humanes i la impotència de l'ésser humà davant de Déu, entès com la raó còsmica. Davant de la manca de sentit del món, Marc Aureli postula que l'únic camí que li queda al savi és lliurar-se a donar significat a la pròpia existència individual i viure d'acord amb la natura.
Marc Aureli accepta complir estoicament la seva posició com a emperador, acceptant el pes de l'imperi com un deure inel·ludible, tot i pensar que les accions que pugui dur a terme són inútils i sense sentit. Per això decideix aïllar-se de les seves obligacions polítiques mitjançant la meditació melancònica.